# Sexify
Sexify ist eine polnische Fernsehserie von Piotr Domalewski und Kalina Alabrudzińska und wurde von Akson Studio für Netflix entwickelt. Die erste Staffel wurde am 28. April 2021 veröffentlicht. Die zweite Staffel erschien am 11. Januar 2023 auf Netflix.

## Handlung
Die Serie erzählt die Geschichte der ehrgeizigen Informatikstudentin Natalia, die davon träumt, einen renommierten Wettbewerb zu gewinnen. Der Schlüssel zum Erfolg besteht in einer innovativen App, die die Neugier und die sexuellen Bedürfnisse ihrer Altersgenossen befriedigt. Das Problem ist, dass sie viel über das Programmieren selbst weiß, aber sehr wenig über Sex. Also beschließt sie, sich mit ihren besten Freundinnen Paulina und Monika zusammenzuschließen. Um einen Algorithmus zur ‚Optimierung des weiblichen Orgasmus‘ zu erfinden, entdecken die Mädchen die mysteriöse und komplizierte Welt des Sex und lernen dabei immer mehr über sich selbst.

## Besetzung und Synchronisation
Die deutschsprachige Synchronisation entsteht nach dem Dialogbuch von Pierre Peters-Arnolds, der auch die Dialogregie führt, durch die Synchronfirma Christa Kistner Synchronproduktion in Berlin.
| Rolle                              | Schauspielerin        | Synchronsprecher |
| ---------------------------------- | --------------------- | ---------------- |
| Natalia Dumała                     | Aleksandra Skraba     | Luisa Wietzorek  |
| Paulina Malinowska                 | Maria Sobocińska      | Leonie Dubuc     |
| Monika Nowicka                     | Sandra Drzymalska     | Lea Kalbhenn     |
| Joanna Nowicka (Mutter von Monika) | Małgorzata Foremniak  | Aline Staskowiak |
| Marek Nowicki (Vater von Monika)   | Cezary Pazura         | Sven Gerhardt    |
| Dekan                              | Zbigniew Zamachowski  | Gerald Schaale   |
| Konrad                             | Bartosz Gelner        | Jannik Endemann  |
| Mariusz                            | Piotr Pacek           | Nicolás Artajo   |
| Adam                               | Jan Wieteska          | Marco Eßer       |
| Jabba                              | Sebastian Stankiewicz | Tim Sander       |
| Rafał 'Kripol' Paluch              | Kamil Wodka           | Max Felder       |
| Natalii                            | Edyta Torhan          |                  |
| Lilith                             | Magdalena Grąziowska  | Jördis Triebel   |
| Dr. Krynicki                       | Wojciech Solarz       | Johannes Raspe   |
| Mutter von Natalia                 | Edyta Torhan          | Marion Musiol    |
| Portierin                          | Ewa Szykulska         |                  |
| Kobieta                            | Dorota Kwietniewska   | Dina Kuerten     |

## Episodenliste

### Staffel 1
| Nr. (ges.)                                                                                   | Nr. (St.) | Deutscher Titel | Originaltitel | Zusammenfassung | Regie                | Drehbuch                                  | Länge   |
| -------------------------------------------------------------------------------------------- | --------- | --------------- | ------------- | --- | -------------------- | ----------------------------------------- | ------- |
| 1                                                                                            | 1         | 1. Folge        | 1. Odcinki    | Natalia entwickelt eine Schlaf-App für einen Technik-Wettbewerb. Ihr wird jedoch gesagt, sie hätte damit keine Chance im Wettbewerb. Sie muss sich daher etwas neues einfallen lassen.                                                           | Piotr Domalewski     | Piotr Domalewski                          | 51 Min. |
| 2                                                                                            | 2         | 2. Folge        | 2. Odcinki    | Natalia beschließt nach einem unbefriedigenden Zusammensein mit ihrem Freund, eine App zu entwickeln, die den weiblichen Orgasmus optimiert. Da sie davon keine Ahnung hat, schließt sie sich mit ihren Freundinnen Paulina und Monika zusammen. | Piotr Domalewski     | Piotr Domalewski und Kalina Alabrudzińska | 51 Min. |
| 3                                                                                            | 3         | 3. Folge        | 3. Odcinki    | Die Mädchen gehen in einen Sex-Shop, um nach dem perfekten Handwerkszeug für ihr Projekt zu suchen. Als dies scheitert, beschließt Natalia, selbst etwas herzustellen.                                                                           | Piotr Domalewski     | Piotr Domalewski                          | 40 Min. |
| 4                                                                                            | 4         | 4. Folge        | 4. Odcinki    | Natalia und Paulina informieren sich auf einer Sexmesse über Sexualität. Monika begibt sich unterdessen auf die Suche nach Probanden für ihre Studie.                                                                                            | Piotr Domalewski     | Kalina Alabrudzińska                      | 49 Min. |
| 5                                                                                            | 5         | 5. Folge        | 5. Odcinki    | Natalia ist mit den Ergebnissen von Monikas bisherigen Studien unzufrieden. Die Mädchen nehmen an einem Kurs über die weibliche Lust teil. | Kalina Alabrudzińska | Kalina Alabrudzińska                      | 39 Min. |
| 6                                                                                            | 6         | 6. Folge        | 6. Odcinki    | Die Mädchen verbringen das Osterfrühstück mit ihren Eltern. Anschließend gehen sie zu einer Party auf dem Dach des Wohnheims. | Kalina Alabrudzińska | Piotr Domalewski                          | 38 Min. |
| 7                                                                                            | 7         | 7. Folge        | 7. Odcinki    | Der Dekan der Universität erhält einen anonymen Hinweis über das Labor der Mädchen. Er entdeckt das Projekt und droht, die Mädchen von der Universität zu schmeißen.                                                                             | Kalina Alabrudzińska | Piotr Domalewski                          | 40 Min. |
| 8                                                                                            | 8         | 8. Folge        | 8. Odcinki    | Der Technik-Wettbewerb der Universität steht vor der Tür. Sind die Mädchen bereit, mit ihrer App daran teilzunehmen? | Kalina Alabrudzińska | Piotr Domalewski und Kalina Alabrudzińska | 48 Min. |
| Alle Folgen der ersten Staffel wurden am 28. April 2021 weltweit auf Netflix veröffentlicht. |           |                 |               | |                      |                                           |         |

### Staffel 2
| Nr. (ges.)                                                                                     | Nr. (St.) | Deutscher Titel | Originaltitel | Zusammenfassung | Regie                | Drehbuch      | Länge   |
| ---------------------------------------------------------------------------------------------- | --------- | --------------- | ------------- | --- | -------------------- | ------------- | ------- |
| 9                                                                                              | 1         | 1. Folge        | 1. Odcinki    | Der Start der App rückt näher und Natalia, Monika und Paulina nehmen die letzten Verbesserungen vor. Dann werden ihre Pläne durch unerwartete Probleme vereitelt.          | Kalina Alabrudzińska | Jakub Rużyłło | 36 Min. |
| 10                                                                                             | 2         | 2. Folge        | 2. Odcinki    | Wegen der finanziellen Schwierigkeiten von Sexify muss Monika eine schwierige Entscheidung treffen, um das Unternehmen zu retten. Natalia und Paulina suchen Testpersonen. | Kalina Alabrudzińska | Jakub Rużyłło | 32 Min. |
| 11                                                                                             | 3         | 3. Folge        | 3. Odcinki    | Natalia und Adam verbringen den Tag zusammen. Paulina sieht sich aus Forschungszwecken in der Dating-Szene um. Monika und Maks besuchen eine ungewöhnliche Veranstaltung.  | Kalina Alabrudzińska | Jakub Rużyłło | 37 Min. |
| 12                                                                                             | 4         | 4. Folge        | 4. Odcinki    | Wegen der Konkurrenz zieht Małgorzata das Startdatum vor. Nachdem sie die Wahrheit über ihren Vater erfahren hat, wendet sich Paulina an einen alten Freund.               | Kalina Alabrudzińska | Jakub Rużyłło | 36 Min. |
| 13                                                                                             | 5         | 5. Folge        | 5. Odcinki    | Die Programmierer analysieren die Daten. Natalia, Monika und Paulina suchen bei Sexfachleuten Hilfe. Rafałs Versuche, für seine App zu werben, gehen nach hinten los.      | Kalina Alabrudzińska | Jakub Rużyłło | 40 Min. |
| 14                                                                                             | 6         | 6. Folge        | 6. Odcinki    | Nach negativem Feedback soll die Sexify-Benutzererfahrung verbessert werden. Małgorzata und Monika haben unterschiedliche Zukunftspläne für das Unternehmen.               | Kalina Alabrudzińska | Jakub Rużyłło | 33 Min. |
| 15                                                                                             | 7         | 7. Folge        | 7. Odcinki    | Während Sexify die Tore schließt, konzentrieren sich Natalia, Monika und Paulina auf sich selbst und versuchen, neu aufzutanken. Rafał erhält ein Angebot von Małgorzata.  | Kalina Alabrudzińska | Jakub Rużyłło | 43 Min. |
| 16                                                                                             | 8         | 8. Folge        | 8. Odcinki    | Das Sexify-Team plant, seine Prototypen und sein Unternehmen zurückzubekommen. Maks enthüllt die Wahrheit in Bezug auf Małgorzatas Plan und die schnelle App-Einführung.   | Kalina Alabrudzińska | Jakub Rużyłło | 48 Min. |
| Alle Folgen der zweiten Staffel wurden am 11. Januar 2023 weltweit auf Netflix veröffentlicht. |           |                 |               | |                      |               |         |

## Rezeption
Oliver Armknecht stellt auf film-rezensionen.de fest, dass die Serie sehr freizügig sei. Er hebt jedoch hervor, dass die beiden Regisseure nicht nur ein voyeuristisches Bedürfnis befriedigen, sondern sich dem Thema der weiblichen Lust annehmen und es bei aller Komik ernst nehmen. Er ist der Meinung, dass die Erotikkomödie deutlich feministischer ist als andere Produktionen. Er stellt jedoch fest, sind erst einmal die drei Figuren etabliert, braucht es nicht sonderlich viel Fantasie, um sich den Rest vorzustellen und resümiert, dass die erste Staffel solide aber kein gehoffter Geheimtipp sei.
In der Frankfurter Rundschau bezeichnet Sonja Thomaser die Serie als leicht und lustig und hebt die gelungenen feministischen Ansätze hervor. Sie kritisiert, dass wichtige Themen angeschnitten, dann jedoch nicht vertieft werden. So wird an einer Stelle die die Problematik, dass das „Nein“ einer Frau nicht ausreiche, kurz thematisiert und dann nicht vertieft. Als Fazit schreibt sie, dass die Serie alle offensichtlichen Themen rund um Sex – Masturbation, Spielzeug und Pornos – ohne großen Anspruch und auch ohne Urteil abklappere, dann jedoch bei den schwierigeren Themen, die teilweise anklingen, […] ruhig etwas ernster hätte sein können.